# Лозанска школа
Правац у грађанској политичкој економији, чији су оснивачи Леон Валрас и Вилфредо Парето, професори универзитета у Лозани. Економисти из ове школе су широко примењивали математику у економским истраживањима и нарочито су се интересовали за проблеме привредне равнотеже.